# PCI Express
PCI Express, viết tắt là PCIe (đôi khi dễ nhầm với PCI Extended, viết tắt là PCI-X), là một dạng giao diện bus hệ thống/card mở rộng của máy tính. Nó là một giao diện nhanh hơn nhiều và được thiết kế để thay thế giao diện PCI, PCI-X, và AGP cho các card mở rộng và card đồ họa. Khe cắm PCI Express (PCIe) hoàn toàn như PCI hay PCI Extended (PCI-X).
- PCI Express ×4
- PCI Express ×16
- PCI Express ×1
- PCI Express ×16
- PCI (32-bit, 5 V)

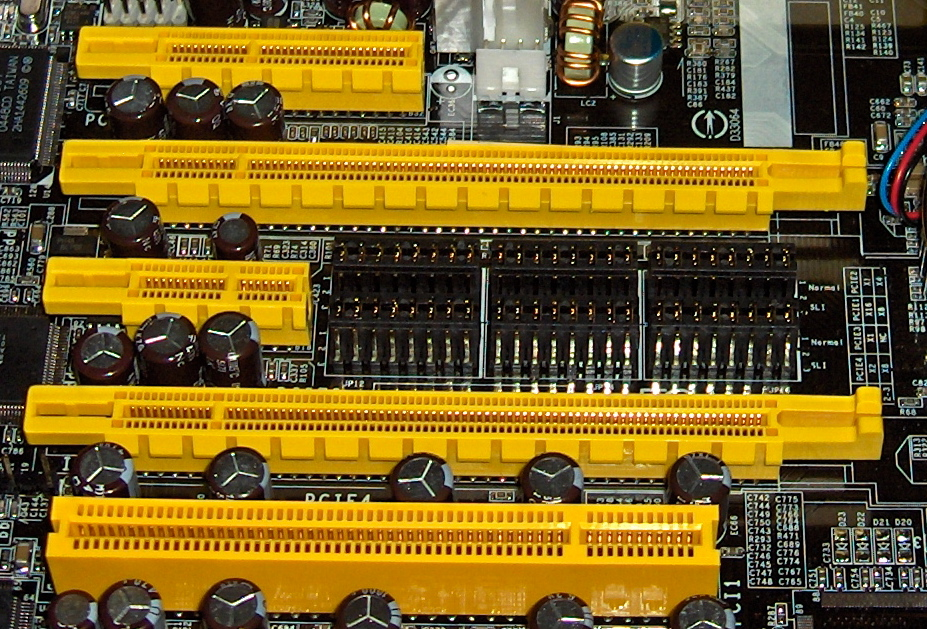
Nhiều khe cắm khác nhau trên bo mạch chủ máy tính, từ trên xuống dưới:
- PCI Express ×4
- PCI Express ×16
- PCI Express ×1
- PCI Express ×16
- PCI (32-bit, 5 V)

PCIe là một kỹ thuật đáp ứng sự phát triển cho tương lai.
Version chuẩn hiện tại tại lúc viết của PCIe là 1.1. Tuy nhiên tổ chức PCI-SIG sẽ thông báo những đặc điểm kỹ thuật cơ bản của PCI express 2.0 [vào ngày 15 tháng 1 năm 2007]. PCIe tăng gấp đôi thông lượng hay băng thông của chuẩn PCIe, từ 2,5Gbps lên 5Gbps. PCIe 2.0 vẫn tương thích với PCIe 1.1 cả về giao khe cắm phần cứng và phần mềm, vì vậy một cái card cũ vẫn có thể làm việc trên một máy mới với PCIe 2.0.
Cũng như với các chuẩn tính toán khác, PCIe là một công nghệ mà được phát triển và cải tiến bổ sung. Phiên bản chuẩn hiện tại được sử dụng rộng rãi tại thời điểm bài này được viết là PCIe 1.1 tuy vậy PCI-SIG đã công bố chi tiết kỹ thuật PCI Express 2.0 vào ngày 15 tháng 1 năm 2007. PCIe 2.0 nâng gấp đôi dung lượng hay băng thông từ 2.5Gbps tới 5Gbps. PCIe 2.0 vẫn tương thích ngược với PCIe 1.1 sử dụng chung cùng khe cắm vật lý và từ trình điều khiển phần mềm. Vì vậy, các card cũ vẫn có thể chạy được ở các máy có bo mạch chủ sử dụng phiên bản mới này. Các thông tin bổ sung về PCIe 2.0 cụ thể như sau:
PCIe là một định dạng kết hợp giữa truyền dữ liệu tuần tự và song song. Cụ thể, PCIe sử dụng nhiều kết nối song song trong đó mỗi kết nối truyền một luồng dữ liệu tuần tự và độc lập với các đường khác. Loại giao diện này đôi khi được gọi là Channel bonding. PCIe 1.1 chuyển dữ liệu với tốc độ 250 MB/s mỗi hướng trên mỗi luồng. Với tối đa 32 luồng,  PCIe cho phép truyền tải tổng cộng 8 GB/s mỗi chiều. Để so sánh tương đương, một luồng có gần gấp đôi băng thông so với PCI thông thường, 4 luồng tương đương với phiên bản nhanh nhất của PCI-X 1.0, và 8 luồng có hiệu suất tương đương với chuẩn nhanh nhất của AGP. 
Khác các chuẩn card giao diện mở rộng PC khác, PCIe vừa là full duplex vừa là point to point. Điều này có nghĩa rằng mặc dù chuẩn PCI-X (133mhz 64 bit) và PCIe x4 cùng có tốc độ truyền dữ liệu, PCIe x4 sẽ có hiệu suất tốt hơn nếu nhiều cặp thiết bị liên lạc đồng thời với nhau hay nếu liên lạc trong một cặp thiết bị là hai chiều.
Khi còn ở giai đoạn phát triển, PCI Express (PCIe) được gọi bằng các tên mã như Arapaho hay 3GIO viết tắt của 3rd Generation I/O.